# 롱스피크

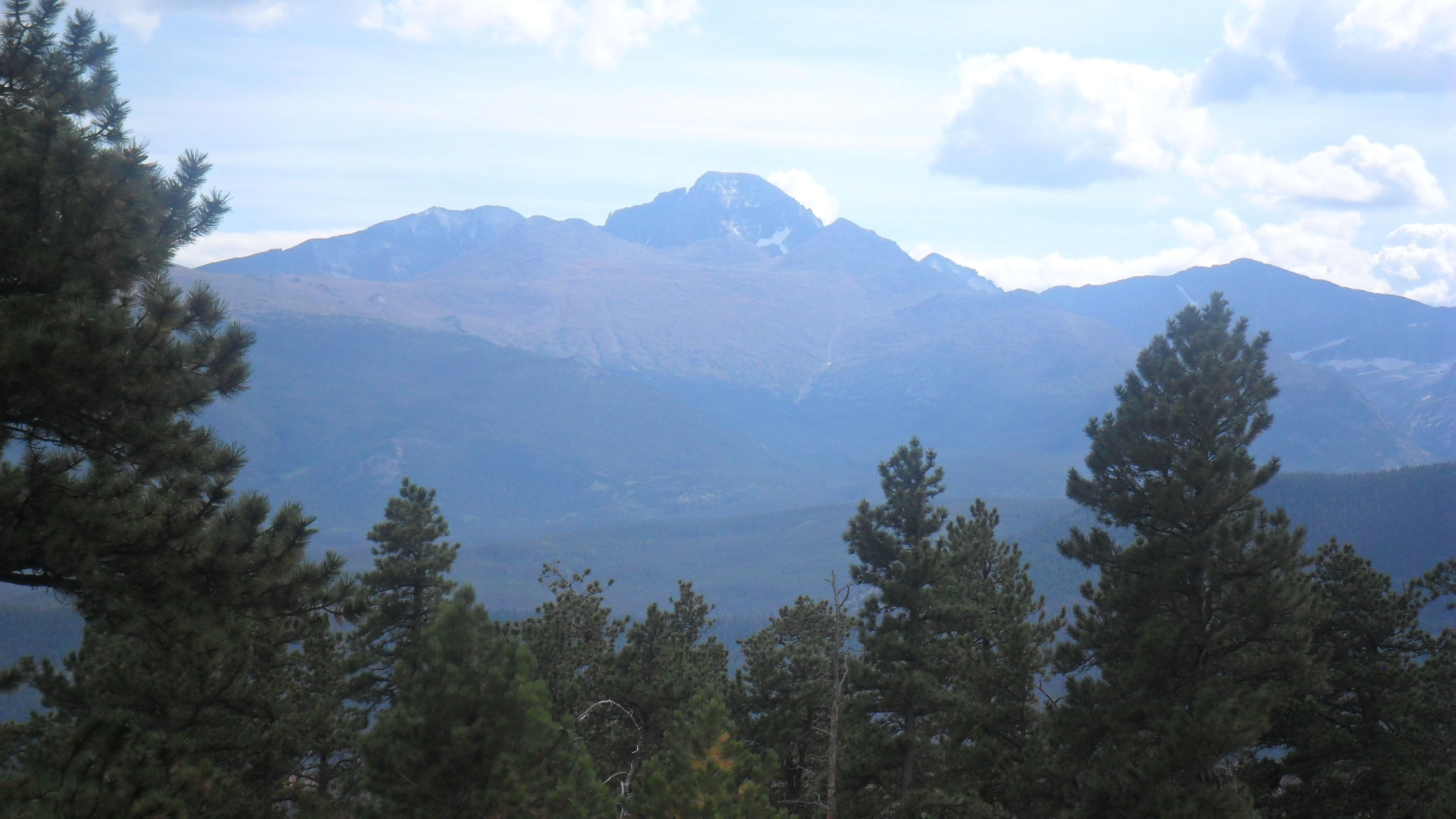
롱스피크

롱스피크(Longs Peak)는 미국, 콜로라도주 북부 로키산맥의 높은 봉우리 중 하나이다. 높이는 4,348m이며, 로키마운틴 국립공원에 위치해있다.